# جنگجوی صلح‌طلب
جنگجوی صلح‌طلب یا جنگجوی درون (به انگلیسی: Peaceful Warrior) یک فیلم درام به کارگردانی ویکتور سالوا محصول سال ۲۰۰۶ آمریکاست.
این فیلم در کالیفرنیا، دانشگاه کالیفرنیا، برکلی فیلمبرداری شده‌است.

## موضوع
دن میلمن (اسکات مکلوویچ) یک ژیمناستیک کار با استعداد است که می‌خواهد خود را برای مسابقات المپیک پیش رو آماده کند. وی با تمام استعدادی که دارد، شخصی مغرور و خوش گذران است. اما روزی او با یک پیرمرد دانا و با تجربه (نیک نولتی) آشنا شده و مسیر زندگی‌اش تغییر می‌کند. البته او در ابتدا چندان اهمیتی به آن پیرمرد نمی‌دهد اما هر چه می‌گذرد نقش آن پیرمرد در زندگی میلمن محسوس‌تر می‌شود به طوری در خواب‌هایش نیز او را می‌بیند. میلمن دچار حادثه‌ای می‌شود که باعث می‌شود المپیک را از دست بدهد. او ناامید و خسته و پشیمان و عصبانی از گذشته به پیرمرد پناه می‌برد و پیرمرد نیز مربیگری او را بر عهده می‌گیرد و مسیر زندگی میلمن را عوض می‌کند.

## خلاصه داستان
پیرمرد ، استاد فلسفه و  مدتیشن و یک سامورایی بود که دیدگاه خاصی نسبت به زندگی و بطور کلی هر چیزی داشت و برای همه کارهایش بدنبال دلیل و منطق میگشت.
او معتقد بود باید در لحظه ،  زندگی کرد و افکار مزاحم و منفی( که صفت آشغال به آنها داده بود ) را باید از ذهن خارج کرد .
او صرفا داشتن هدف غایی و نهایی را در زندگی ، درست نمیدانست ،زیرا میگفت وقتی به آن برسی ،شاید دیگر آن حس شعف و خوشحالی در تو همیشه زنده نماند ؛بهمین دلیل میگفت از طی مسیر لذت ببرید گرچه به آن هدف نرسید ؛ولی بطور قطع با راهنماییها و تذکرات بجا و دقیقی که به متعلمش میداد ،قطعا او را به هدفش واصل میکرد.....
قهرمان ژیمناستیک که بزودی برای مسابقات قهرمانی خود را آماده میکرد ، در یک تصادف غیر منتظره تمام استخوانهای پاهایش خرد شده و دکتران با واسطه پلاتین پاهای خرد شده اش را بهم اتصال داده ولی به شدت او را از ادامه ورزش نهی کردند و به او گفتند فقط تا آخر عمرش میتواند با دو عصا راه برود.....
دن یعنی همان قهرمان ژیمناستیک به خانه برگشت و تمام حکمها و مدالهای قهرمانی و کاپ هایش رو نابود کرد .از دیدگاه او زندگی به آخر رسیده بود وی حتی بفکر خودکشی افتاده بود و شبها کابوس میدید و نمیدانست چطور این مشکلش را حل کند و آیا اساسا مشکلش قابل حل بوده یا نه .او واقعا دچار سردر گمی شده بود  ....
وی از آنجا که بطور اتفاقی با پیرمرد داستان که کارگر یک پمپ بنزین در همسایگی وی بود ،آشنا شده بود ماجرایش را برای پیرمرد تعریف کرد و پیرمردعجیب و غریب داستان قبول کرد مربی گریش را برعهده بگیرد. و از دن که یک آدم بی انگیزه و داغان شده بود دوباره یک قهرمان المپیک ساخت  .....
نکته جالب اینکه وقتی دن به تیم خود برگشت و قضیه را برای مربی باشگاه تعریف کرد ،مربی بهمراه تمام شاگردانش سوار مینی بوسی شدند تا به پمپ بنزین رفتند تا پیرمرد عجیب داستان را از نزدیک ببینند ، اما پیرمرد که این موضوع را پیش بینی کرده بود ، برای همیشه از آنجا رفته بود !
این فیلم در ردیف بهترین و جذاب ترین فیلمهای انگیزیشی هست که تا بحال دیده ام و تماشای آنرا به همه علاقمندان به یک اثر هنری فوق العاده توصیه میکنم .

## بازیگران
- اسکات مکلوویچ در نقش دن میلمن
- نیک نولتی در نقش پیرمرد راهنما
- ایمی اسمارت در نقش جوی
- تیم دی‌کی در نقش مربی گریک
- آشتون هولمز در نقش تامی
- پل وسلی در نقش تراور
- بی. جی بریت در نقش کایل
- اگنس بروکنر در نقش سوزی